# Midway (eiland)
Midway, ook wel Midway-eilanden genoemd (Hawaïaans: Pihemanu, "luid gekwetter van vogels"), is een atol in de noordelijke Stille Oceaan, op ongeveer een derde van de afstand tussen Hawaï en Tokio. Het dankt zijn naam aan de centrale ligging (midway is Engels voor halverwege). Deze aanduiding is later gekozen als officiële naam. 
Het atol omvat een aantal eilanden. Zo'n 40% daarvan is natuurreservaat dat tot 2001 vrij toegankelijk was. Midway behoort tot de kleine afgelegen eilanden van de Verenigde Staten en is onderdeel van het Papahānaumokuākea Marine National Monument.

## Geschiedenis
De eerste menselijke bezoekers waren waarschijnlijk Polynesiërs van de reeds bewoonde Hawaïaanse eilanden verder naar het zuidoosten. Ze hebben het atol echter nooit bevolkt, en geen sporen nagelaten.
Midway werd door Europeanen in 1859 ontdekt. De VS heeft de eilandengroep in 1867 officieel in bezit genomen. De ligging van de trans-pacific-kabel, die over deze eilanden loopt, zorgde voor de eerste bewoners in 1903. Tussen 1935 en 1947 fungeerde Midway als tankstation voor trans-pacific vluchten. Midway is bekend geworden door de Slag bij Midway in 1942, een keerpunt in de oorlog om de Stille Oceaan tijdens de Tweede Wereldoorlog. Het eiland doet sinds 2004 opnieuw dienst als noodluchthaven en  beschikt over een radarbaken.

Vlag van Midway

## Plasticsoep
De Midway-eilanden liggen in het centrum van de plasticsoep, een hoeveelheid afval die midden in de Stille Oceaan drijft. Deze is ontstaan door afval van plastics en andere kunststoffen die door stromingen naar het midden van de oceaan worden vervoerd.

## Vliegveld
Het Henderson Field Airport op Midway deed tot 2004 dienst als militair vliegveld en is sinds 2004 een (nood)vliegveld voor commerciële vliegtuigen die de Stille Oceaan overvliegen en voor locals om chartervluchten te houden.